# Ringamåla kyrka
Ringamåla kyrka är en kyrkobyggnad i Ringamåla i Lunds stift. Den är församlingskyrka i Asarum-Ringamåla församling.

## Kyrkobyggnaden
Vid en visitationsstämma i Asarum 1860 framhälls behovet av en kyrka i den vidsträckta församlingens övre del mot gränsen till Småland. En plats i närheten av Ringamåla gård ansågs som särskilt lämplig. Genom ett Kungligt brev den 27 mars 1872 stadgades bildandet av Ringamåla annexförsamling . . Efter Kunglig Maj:ts beslut blev kyrkobygget aktuellt. I Ringemåla kunde man på grund av urberget inte anlägga någon kyrkogård, varför kyrkan efter många diskussioner lokaliserades till Långeboda. Ritningar gjordes upp av arkitekt Gustaf Dahl, Stockholm. Byggmästare Th. Rosvall, som erbjöd sig uppföra den nya kyrkan för 16000 kronor, antogs som entreprenör och 1881 påbörjades arbetet. Ovanligt nog förlades kyrkan i nord-sydlig riktning. I slutet av år 1882 blev man klar och nyårsdagen 1883 skedde den högtidliga invigningen, då också församlingen formellt bildades.
År 1904 utbröt emellertid en svår brand, varvid nästan hela kyrkan förstördes. Endast murarna återstod, men man lyckades rädda en del av inventarierna. Redan året därpå hade man med hjälp av de gamla ritningarna återuppfört kyrkan i sitt ursprungliga skick. .
Kyrkan är uppförd år 1904 -1905 i historiserande blandstil med huvudvikt vid  nyromantik. Den är byggd i gråsten och tegel och består av ett långhus med torn och halvrunt kor med absid inneslutande bland annat sakristia i norr. Tornet är beläget i söder Tornavslutningen är krönt av en hög korskrönt spira omgivet av fyra mindre spiror .
Interiören med sin stora runbågefönster präglas av ljus och rymd. Trätaket är brutet i tre plan med synliga takstolar. Större delen av inredningen tillkom 1904-1905. .

## Kyrkans exteriör

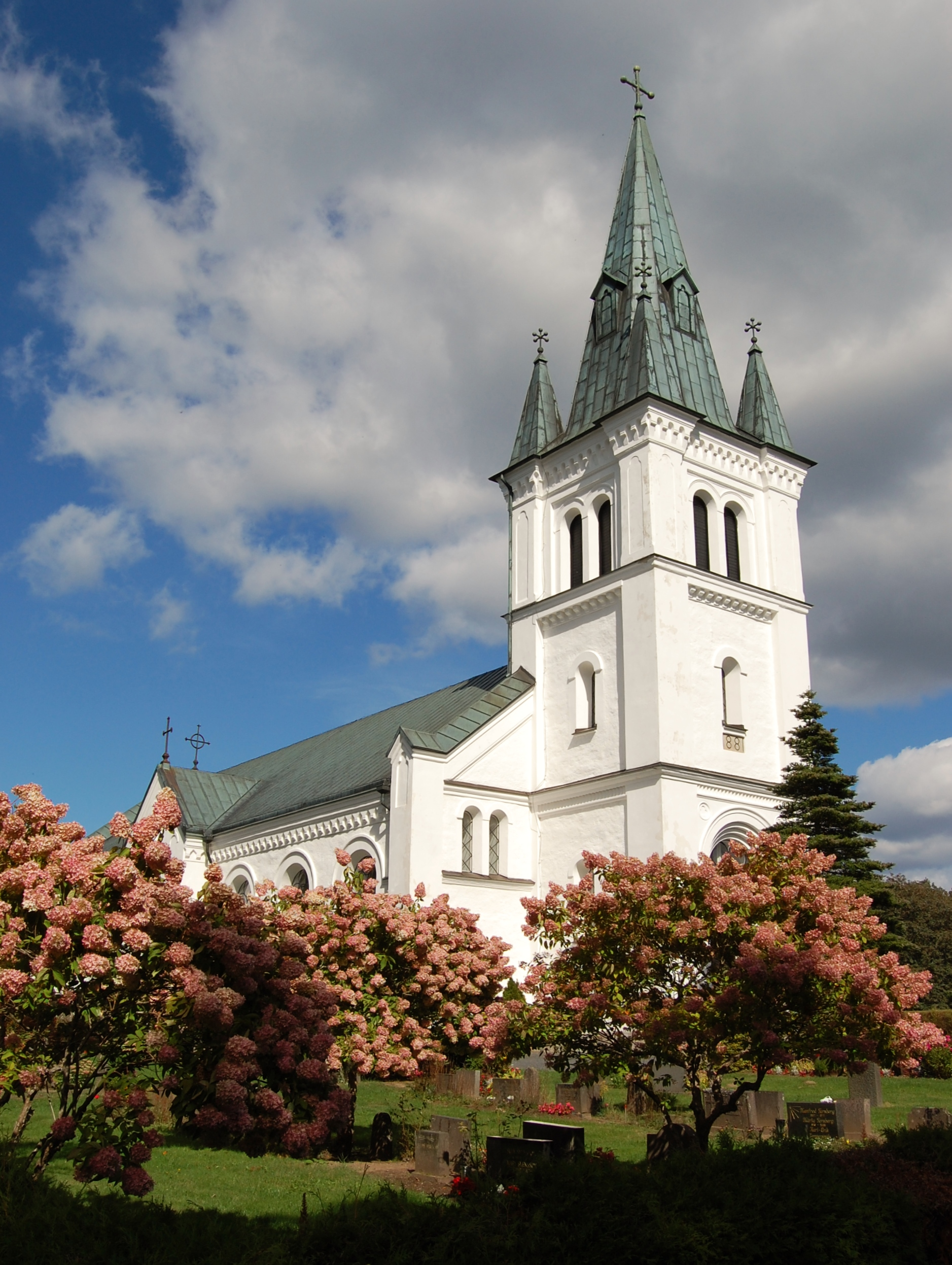
Kyrkan från sydväst
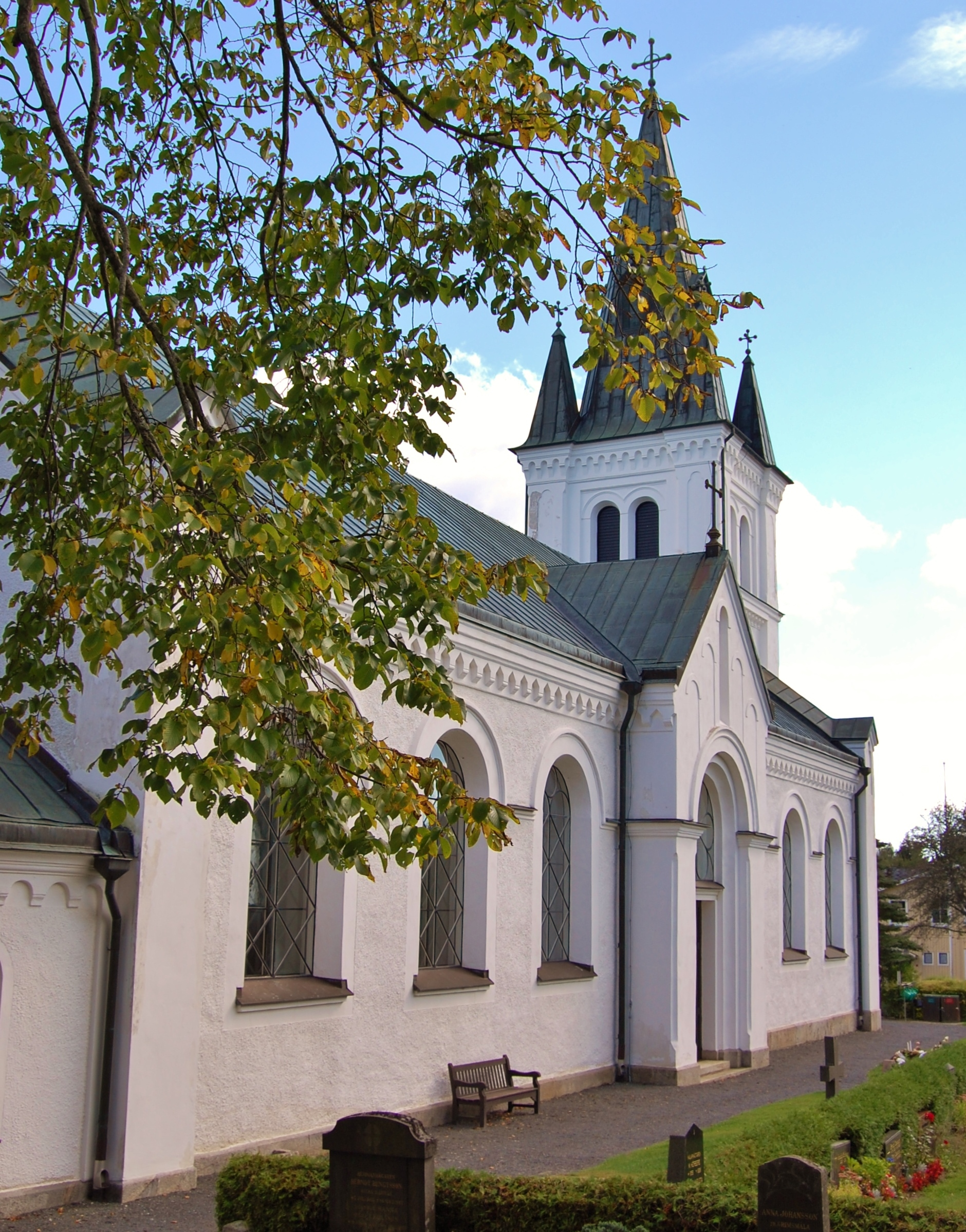
Långhuset från nordväst
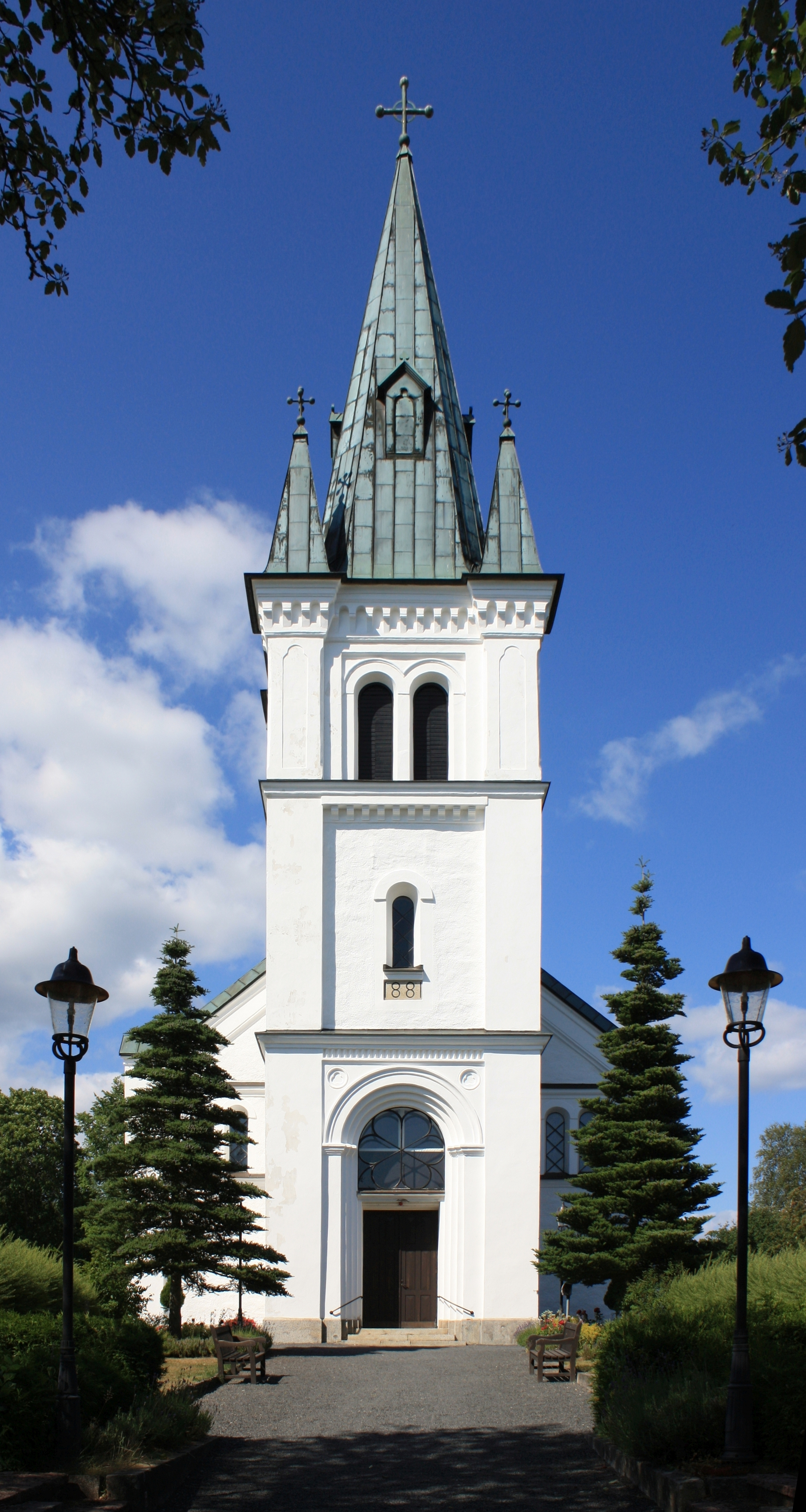
Tornbyggnaden
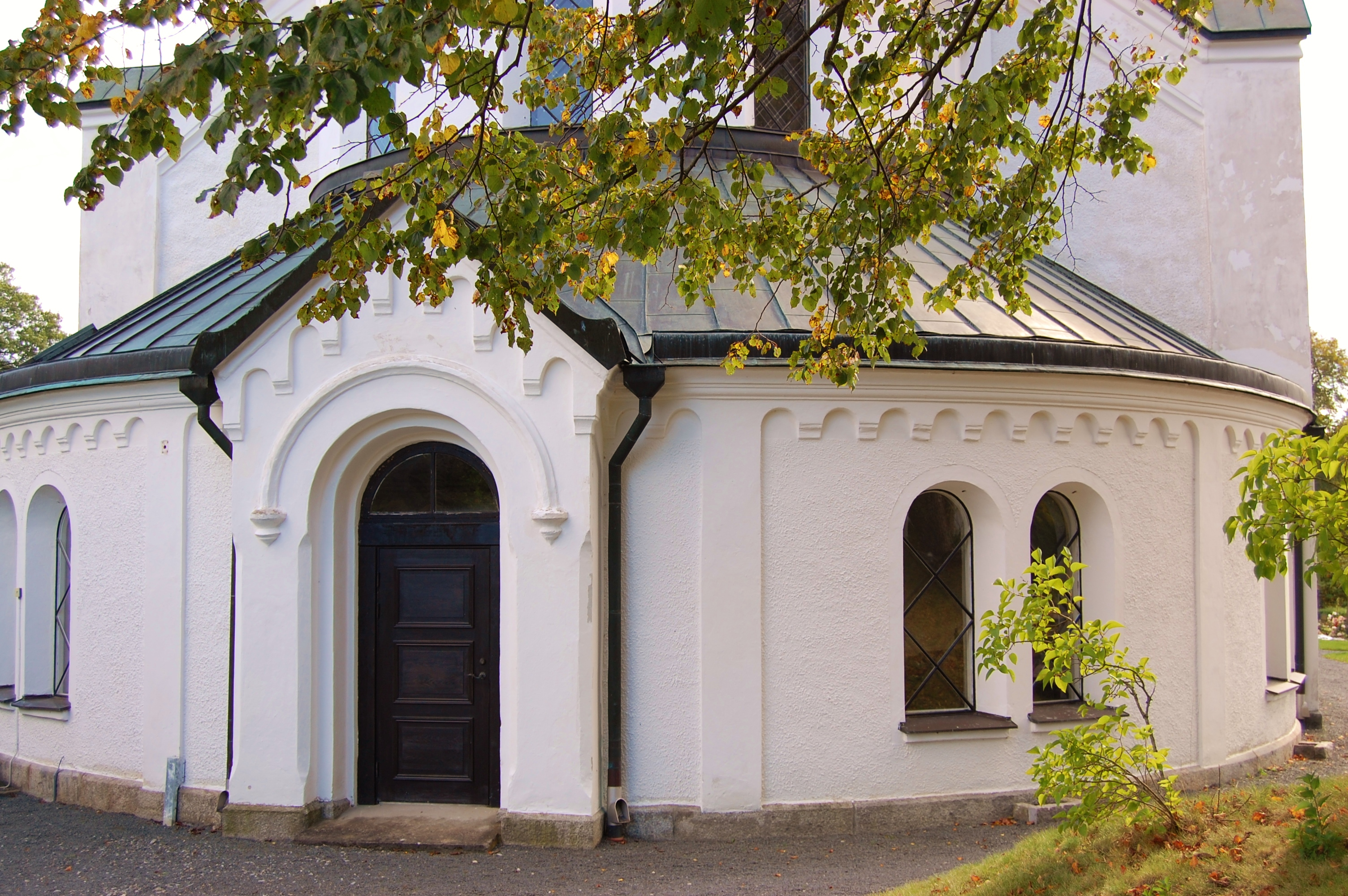
Korabsiden med sakristian
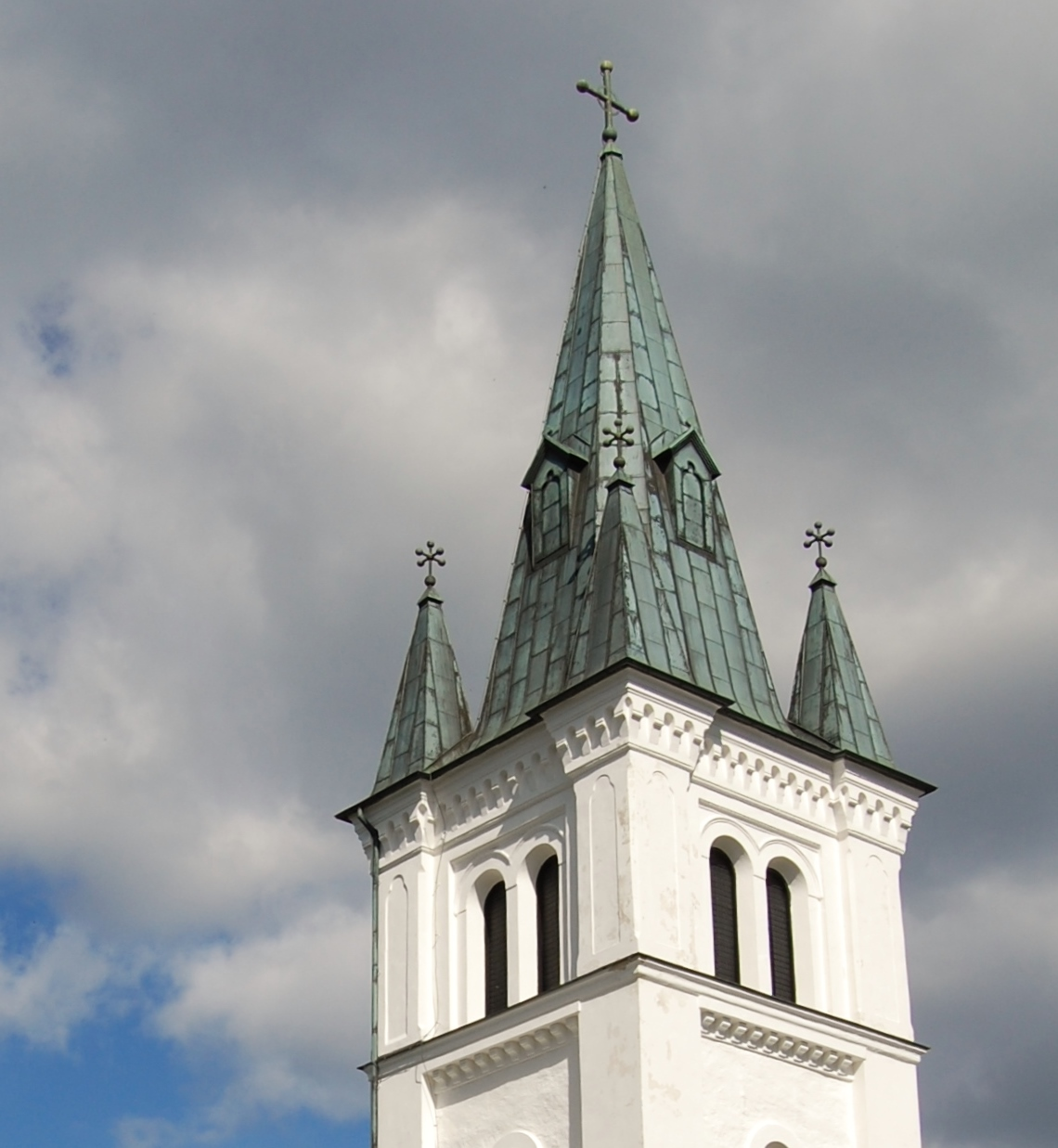
Klockvåningen och tornspirorna

## Inventarier
- Altaruppsats från 1983, snidad av konstnären Stig Karlsson, visande bibliska motiv: "Skapelsen, syndafallet, Noas ark, Jesu födelse, Kristi korsfästelse och Kristi himmelsfärd".
- Krucifix, snidat av konstnären Lennart Paulsson, ur ett cirka 5000 år gammalt svarteksstycke, hittat i en mosse i närheten av kyrkan.
- Predikstolen med ljudtak tillkom vid återuppbyggnaden av kyrkan 1904-1905.
- Öppen bänkinredning och orgelläktare från kyrkans återuppbyggnadstid.

## Kyrkklockorna
I kyrktornets klockvåning häger två klockor - Storklockan och Lillklockan med följande text:
|  | Storklockan har följande inskrift:     | Lillklockan har inskriften:  |
|  | "O land, land, land, hör Herrens ord"  | "Kommen, ty allt är nu redo" |
|  | "Sök Herren medan man kan finna honom, | "Saliga äro de döda,         |
|  | åkallen honom medan han är nära".      | som i Herren dö härefter".   |

## Orglar
- 1906-1907: Firma E. A. Setterquist & son, Örebro, bygger en piporgel.

Disposition 1973:
| Manual I            | Manual II          | Pedal         |
| Borduna 16’         | Violinprincipal 8’ | Subbas 16’    |
| Principal 8’        | Rörflöjt 8’        | Violoncell 8’ |
| Flûte harmonique 8’ | Salicional 8’      |               |
| Gamba 8’            | Violin 4’          |               |
| Oktava 4’           |                    |               |
| Trumpet 8’          |                    |               |

- Ombyggnad av orgeln vid okänd tidpunkt. Pneumatisk spelregering.

Disposition 1988:
| Manual I      | Manual II                        | Pedal      | Koppel              |
| Flöjt 8’      | Quintade 8’                      | Subbas 16’ | I/P                 |
| Principal 4’  | Rörflöjt 4’                      | Gedackt 4’ | II/P                |
| Gedackt 4’    | Principal 2’                     |            | II/I                |
| Blockflöjt 2’ | Sesquialtera II, 2 2/3' + 1 3/5' |            |                     |
| Mixtur        |                                  |            | Crescendosvällare   |
| Tremulant     |                                  |            | Fasta kombinationer |

- 1997: Efter flera tidigare omändringar gör orgelbyggare Knut Kaliff, Ålem, en omfattande renovering av orgeln. Delvis användes pipor från Motala kyrkas Setterquistorgel.
- 2006: Konsert på den nya orgeln den 22 januari.

### De stulna piporna
År 2000 önskade Arlövs församling i Skåne köpa en magasinerad orgel av Motala församling. De fick Riksantikvarieämbetets tillstånd att sälja sin gamla Setterquistorgel från Motala kyrka till Arlövs kyrka. Vid en inventering upptäcktes att ett stort antal pipor saknades. Året efter hittade en orgelkonsult Setterquistpipor med ingraverat tillverkningsår 1906, det år motalaorgeln byggdes, i den renoverade orgeln i Ringamåla kyrka. Vid en senare inspektion hade alla årtal filats bort utom ett. Efter en mycket lång utredning åtalades en företrädare för Kaliff & Löthman. Den åtalade, som vid tidpunkten för åtalet hade lämnat företaget för att starta egen rörelse, dömdes för grov förskingring till villkorlig dom och dagsböter. Mannen överklagade domen till Göta Hovrätt . Hovrätten fastställde 21 mars 2007 tingsrättens dom och piporna blev kvar i kyrkoorgeln i Ringamåla.